# Лорел Парк (Северна Каролина)
Лорел Парк (енгл. Laurel Park) град је у америчкој савезној држави Северна Каролина.

## Демографија
По попису из 2010. године број становника је 2.180, што је 345 (18,8%) становника више него 2000. године.
| Група             | 2000.         | 2010.         |
| Белци             | 1.798 (98,0%) | 2.066 (94,8%) |
| Афроамериканци    | 9 (0,5%)      | 34 (1,6%)     |
| Азијати           | 5 (0,3%)      | 7 (0,3%)      |
| Хиспаноамериканци | 10 (0,5%)     | 57 (2,6%)     |
| Укупно            | 1.835         | 2.180         |